# Eupithecia canonica
Eupithecia canonica är en fjärilsart som beskrevs av Louis Beethoven Prout 1914. Eupithecia canonica ingår i släktet Eupithecia och familjen mätare. Inga underarter finns listade i Catalogue of Life.